# Sojwe
Sojwe is een dorp in het district Kweneng in Botswana. De plaats telt 3983 inwoners (2011).